# Cobra-filipina
Naja philippinensis, também conhecida como  cobra-filipina, é uma espécie de cobra cuspideira robusta e altamente venenosa, nativa das regiões do norte das Filipinas. Em tagalo, é chamada de ulupong, e em ilocano, carasaen.

## Taxonomia
Naja philippinensis foi descrita pelo herpetologista americano Edward Harrison Taylor em 1922. O nome genérico naja é uma latinização da palavra em sânscrito nāgá (नाग), que significa "cobra". O epíteto específico philippinensis é latim e significa literalmente "das Ilhas Filipinas".

## Descrição
A cobra-filipina é uma serpente robusta de comprimento médio, com costelas cervicais longas que podem se expandir, formando um capuz quando ameaçada. O comprimento médio desta espécie é de 1,0 m, mas pode atingir até 1,6 m de comprimento. No entanto, subpopulações da espécie, especialmente exemplares da Ilha de Mindoro, são relatadas como podendo atingir 2 m, embora esses relatos não tenham sido confirmados. Se verdadeiros, 2 m seriam muito raros e considerados o comprimento máximo absoluto para esta espécie. A cabeça é elíptica, achatada, ligeiramente distinta do pescoço, com um focinho curto e arredondado e narinas grandes. Os olhos são de tamanho moderado, com pupilas redondas e escuras, típicas de outras espécies de cobras e semelhantes a outros elapídeos em geral. Possui um corpo relativamente robusto para um elapídeo, e as cobras adultas são uniformemente de cor marrom claro a médio, enquanto os juvenis tendem a ser de um marrom mais escuro.

### Escamação
Possui 23-27 (geralmente 25) fileiras de escamas ao redor do pescoço, 21 (raramente 23) imediatamente antes da metade do corpo; 182-193 ventrais, 36-49 subcaudais, com pares basais às vezes indivisos.

## Distribuição e habitat
N. philippinensis ocorre principalmente nas regiões do norte das Filipinas. Pode ser encontrada nas ilhas de Luzon, Mindoro, Catanduanes e Masbate. É provável que ocorra em outras ilhas vizinhas, mas isso permanece sem confirmação. Registros do grupo Calamianes e de Palawan requerem confirmação.
O habitat da N. philippinensis inclui planícies baixas e regiões florestadas, além de campos abertos, pastagens, selvas densas, áreas agrícolas e assentamentos humanos. Esta espécie tem particular preferência por água, sendo frequentemente encontrada próxima a lagos, rios ou grandes poças d'água.

## Dieta
Esta espécie se alimenta predominantemente de pequenos mamíferos, sapos e até outras serpentes. Roedores pequenos, como camundongos e ratos pequenos, são sua presa preferida e compõem a maior parte de sua dieta. No entanto, também consome serpentes de tamanho considerável, lagartos pequenos, sapos, ovos e, quando há oportunidade, aves pequenas.

## Predadores
Os predadores desta espécie incluem humanos, aves de rapina, a cobra-real e o mangusto. Ratos grandes que foram mordidos por esta cobra e estão em posição de reagir frequentemente o fazem. Embora raro, ratos grandes podem ferir fatalmente a cobra ao arranhar, morder ou até mesmo cegar um ou ambos os olhos da serpente. Embora o rato acabe sucumbindo ao veneno, a cobra frequentemente sofre lesões nos olhos, podendo ficar cega, e mordidas severas na região do focinho deixam a cobra vulnerável a infecções e doenças.

## Veneno
Embora os valores de toxicidade do veneno possam variar muito mesmo entre espécimes da mesma espécie, a cobra-filipina é considerada uma das cobras do gênero Naja com veneno mais tóxico. De acordo com Tan et al., a DL50 murina via intravenosa para esta espécie é de 0,18 mg/kg (0,11-0,3 mg/kg). Dados de 150 espécimes de N. philippinensis ordenhados (69 machos; 81 fêmeas) indicaram um rendimento médio de veneno por espécime por extração de 0,33 ml (úmido) ou 70,1 mg (seco).
O veneno da N. philippinensis é um potente neurotóxico pós-sináptico que afeta a função respiratória e pode causar neurotoxicidade e paralisia respiratória, pois as neurotoxinas interrompem a transmissão de sinais nervosos ao se ligarem às junções neuromusculares próximas aos músculos. Pesquisas mostram que seu veneno é puramente neurotóxico, sem componentes necrotizantes aparentes e sem cardiotoxinas. Essas cobras são capazes de cuspir seu veneno com precisão em um alvo a até 3 m de distância. Os sintomas de uma mordida podem incluir dor de cabeça, náusea, vômito, dor abdominal, diarreia, tontura e dificuldade para respirar. Mordidas da N. philippinensis produzem neurotoxicidade proeminente com sinais locais mínimos ou inexistentes. Um estudo com 39 pacientes envenenados por essa cobra foi conduzido em 1988. A neurotoxicidade ocorreu em 38 casos e foi o principal sintoma clínico. Insuficiência respiratória completa desenvolveu-se em 19 pacientes, muitas vezes de início rápido; em três casos, a apneia ocorreu em apenas 30 minutos após a mordida. Houve duas mortes, ambas em pacientes que estavam moribundos ao chegar ao hospital. Três pacientes desenvolveram necrose, e 14 indivíduos com sintomas sistêmicos não apresentaram inchaço local. Tanto a cardiotoxicidade quanto sinais inespecíficos confiáveis de envenenamento estavam ausentes. Mordidas pela N. philippinensis produzem um quadro clínico distinto, caracterizado por neurotoxicidade grave de início rápido e danos locais mínimos.